# Unité urbaine d'Écommoy
L'unité urbaine d'Écommoy est une unité urbaine française qui fait partie du département de la Sarthe et de la région Pays de la Loire.

## Données globales
En 2010, selon l'Insee, l'unité urbaine était composée de deux communes.
En 2020, à la suite d'un nouveau zonage, elle est composée des deux mêmes communes.
En 2022, avec 5 527 habitants, elle représente la 9e unité urbaine du département de la Sarthe.

## Composition de l'unité urbaine en 2020
Elle est composée des deux communes suivantes :
| Nom                    | Code Insee | Département | Statut       | Superficie (km2) | Population (dernière pop. légale) | Densité (hab./km2) | Modifier                                    |
| ---------------------- | ---------- | ----------- | ------------ | ---------------- | --------------------------------- | ------------------ | ------------------------------------------- |
| Écommoy (ville-centre) | 72124      | Sarthe      | ville-centre | 28,50            | 4 818 (2022)                      | 169                | modifier les données · modifier les données |
| Saint-Biez-en-Belin    | 72268      | Sarthe      | banlieue     | 9,27             | 709 (2022)                        | 76                 | modifier les données · modifier les données |

## Évolution démographique
| 1968  | 1975  | 1982  | 1990  | 1999  | 2008  | 2013  | 2019  |
| ----- | ----- | ----- | ----- | ----- | ----- | ----- | ----- |
| 4 340 | 4 632 | 4 700 | 4 805 | 4 878 | 5 342 | 5 381 | 5 450 |

#### Données générales
- Unité urbaine
- Aire d'attraction d'une ville
- Aire urbaine (France)
- Liste des unités urbaines de France

#### Données démographiques en rapport avec l'unité urbaine d'Écommoy
- Aire d'attraction du Mans
- Arrondissement du Mans

#### Données démographiques en rapport avec la Sarthe
- Démographie de la Sarthe
- Unités urbaines dans la Sarthe